# Holtorf-Lunsen
Holtorf-Lunsen war eine Gemeinde südöstlich von Bremen, aus historischen Gründen im Landkreis Braunschweig (Exklave Thedinghausen). Heute ist das ehemalige Gemeindegebiet auf die Ortsteile Holtorf und Lunsen der Gemeinde Thedinghausen im niedersächsischen Landkreis Verden aufgeteilt.

## Geografie

### Lage
Holtorf und Lunsen liegen im mittleren bis östlichen Bereich der Gemeinde Thedinghausen, 1 km östlich vom Kernort Thedinghausen entfernt.

### Nachbargemeinden
Die Nachbargemeinden waren damals (im Uhrzeigersinn, im Norden beginnend) Werder, Ahsen-Oetzen, Morsum, Beppen und Thedinghausen.

## Geschichte
Am 1. Juli 1972 wurde die Gemeinde Holtorf-Lunsen in die Gemeinde Thedinghausen eingegliedert. Diese wechselte in den Landkreis Verden.